# Xylophrurus
Xylophrurus is een geslacht van insecten uit de orde vliesvleugeligen (Hymenoptera) en de familie Ichneumonidae.

## Soorten
- X. agrili (Viereck, 1912)
- X. augustus (Dalman, 1823)
- X. bicolor (Cushman, 1919)
- X. coraebi (Thomson, 1885)
- X. coreensis Uchida, 1955
- X. dentatus (Taschenberg, 1865)
- X. fasciatus (Ashmead, 1890)
- X. kokujevi (Meyer, 1924)
- X. lancifer (Gravenhorst, 1829)
- X. melanius Uchida, 1955
- X. nigricornis (Thomson, 1885)
- X. nubilipennis (Cresson, 1864)
- X. sitkensis (Ashmead, 1902)
- X. tumidus (Desvignes, 1856)